# Бахмач-Гомельський
Ба́хмач-Гомельський — вантажна станція 4 класу Конотопської дирекції Південно-Західної залізниці на лінії Бахмач-Пасажирський — Бахмач-Гомельський. Розташована в південній частині міста Бахмача.

## Історія
Станцію Бахмач-Товарний (таку назву мала станція до 2007 року) було відкрито одночасно із будівництвом Лібаво-Роменської залізниці 1874 року.
Станція виконує виключно вантажні операції. Поїзди далекого сполучення та приміські поїзди на станції не зупиняються.
Станція є передатною з Південно-Західної на Південну залізницю. За вихідним світлофором в бік Ромен розташовано Пост Південний, за яким встановлено знак межі залізниць.